# Surat (distrikt)
Sūrat är ett distrikt i Indien.   Det ligger i delstaten Gujarat, i den västra delen av landet, 900 km sydväst om huvudstaden New Delhi. Antalet invånare är 6 081 322. Arean är 4 327 kvadratkilometer. Sūrat gränsar till Navsari.
Terrängen i Sūrat är platt.
Följande samhällen finns i Sūrat:
- Surat
- Bārdoli
- Kosamba
- Māndvi
- Amroli
- Kadod
- Kāthor
- Utrān
- Olpād
- Sachīn
- Palsāna